# Quarouble
 Quarouble  es una comuna y población de Francia, en la región de Norte-Paso de Calais, departamento de Norte, en el distrito de Valenciennes y cantón de Valenciennes-Est.
Está integrada en la Communauté d'agglomération de Valenciennes Métropole.

## Demografía
| abs. | 1 155 | 1 259 | 1 690 | 2 114 | 2 027 | 2 246 | 2 197 | 2 274 | 2 433 | 2 510 | 2 533 | 2 636 | 2 644 | 2 638 | 2 558 | 2 581 | 2 655 | 2 699 | 2 763 | 2 567 | 2 767 | 2 954 | 2 969 | 2 893 | 2 959 | 3 311 | 3 420 | 3 404 | 3 365 | 3 277 | 3 303 | 3 180 |
| Para los censos de 1962 a 1999 la población legal corresponde a la población sin duplicidades (Fuente: INSEE [Consultar]) |       |       |       |       |       |       |       |       |       |       |       |       |       |       |       |       |       |       |       |       |       |       |       |       |       |       |       |       |       |       |       |       |

Forma parte de la aglomeración urbana de Valenciennes.